# Alan Dean Foster
Alan Dean Foster (New York, 18 novembre 1946) è uno scrittore statunitense, prolifico autore di fantascienza, romanzi fantasy e trasposizioni letterarie di film.

## Biografia
È conosciuto per i suoi romanzi di fantascienza ambientati nello Humanx Commonwealth, un'unione interstellare etico/politica che include il genere umano e gli insettoidi Thranx. Molti di questi romanzi ruotano attorno alla figura di Philip Lynx ("Flinx"), un giovane empatico che si trova coinvolto in azioni per salvare la galassia.
Nel campo del fantasy è invece conosciuto per la serie di Spellsinger, in cui un giovane musicista è evocato in un mondo popolato da creature parlanti che usano la musica per realizzare magie.
La maggior parte delle opere di Foster contiene temi di ecologia; spesso gli antagonisti nelle sue storie raggiungono il tracollo perché hanno mancato di rispetto verso le altre specie. Si può riscontrare questa caratteristica in opere come Midworld, basata su un pianeta semi-senziente che è essenzialmente un'immensa foresta pluviale, o Cachalot, ambientata in un mondo sommerso popolato da cetacei senzienti. Foster spesso dedica una grande parte del romanzo alla descrizione di strani ambienti alieni e all'analisi della coesistenza tra la flora e la fauna. Forse l'esempio estremo è il suo Sentenced to Prism, in cui il protagonista si trova intrappolato in un mondo in cui la vita è basata sul silicio e non sul carbonio.
Recentemente è stato reso noto che ha contribuito alla scrittura della versione originale romanzata del primo film di Guerre stellari (Star Wars: Episode IV A New Hope), accreditata solamente a George Lucas, e che è stato responsabile della stesura della storia per il primo film di Star Trek del 1979.
Risiede a Prescott in Arizona.

## Opere

### Universo Humanx Commonwealth

#### Romanzi basati su Pip e Flinx (ordine interno)
- Storia di Flinx (For Love of Mother-Not) (1983) Editrice Nord - Cosmo Argento 149 (1984)
- Il mistero del Krang (The Tar-Aiym Krang) (1972) Editrice Nord - Cosmo Argento 39 (1975)
- Stella orfana (Orphan Star) (1977) Editrice Nord - Cosmo Argento 93 (1979)
- La fine della vicenda (The End of the Matter) (1977) Editrice Nord - Cosmo Argento 126 (1982)
- Snake Eyes  (Short Story)(1978)
- Obiettivo Longtunnel (Flinx in Flux) (1988) Editrice Nord - Cosmo Argento 213 (1990)
- Flinx nella terra di mezzo (Mid-Flinx) (1995) Editrice Nord - Cosmo Argento 297 (1999)
- Reunion (Reunion) (2001) Mondadori - Urania 1710 (2023)
- Sideshow  (Short story)(2002)
- La follia di flinx (Flinx's Folly) (2003) Mondadori - Urania 1725 (2024)
- Sliding Scales  (2004)
- Running from the Deity  (2005)
- L'agguato del Vom (Bloodhype) (1973)
- Trouble Magnet (2006)
- Patrimony (2007)
- Flinx Transcendent (2009)
- Musica aliena (Strange music) (2017) Mondadori - Urania 1674 (2019)

#### Fondazione del Commonwealth
- Filogenesi (Phylogenesis) (1999) Editrice Nord - Cosmo Argento 328 (2002)
- Incontri pericolosi (Dirge) (2000) Editrice Nord - Cosmo Argento 330 (2003)
- Diuturnity's Dawn (2002)

#### Trilogia di Icerigger
- Il pianeta dei ghiacci (Icerigger) (1974) Editrice Nord - Cosmo Argento 186 (1988)
- Missione a Moulokin (Mission to Moulokin) (1979) Editrice Nord - Cosmo Argento 196 (1989)
- L'inferno tra i ghiacci (The Deluge Drivers) (1987) Editrice Nord - Cosmo Argento 207 (1990)

#### Romanzi indipendenti del ciclo Commonwealth
- The Emoman (1972) racconto
- Surfeit (1982) racconto
- Terra di mezzo (Midworld) (1975)
- Cachalot (1980)
- L'incontro con i Thranx (Nor Crystal Tears) (1982) Editrice Nord - Cosmo Argento 153 (1985)
- Viaggio alla città dei morti (Voyage to the City of the Dead) (1984) Mondadori - Urania 1042 (1987)
- Sentenced to Prism (1985)
- The Howling Stones (1997)
- Drowning World (2003)
- Mid-Death (2006) racconto
- Quofum (2008)

### La trilogia dei Dannati
- Guerra senza fine (A Call to Arms) (1991)
- The False Mirror (1992)
- The Spoils of War (1993)

### Dinotopia
- Dinotopia perduta (Dinotopia Lost) (1996)
- The Hand of Dinotopia (1997)

### Journeys of the Catechist
- Carnivores of Light and Darkness (1998)
- Into the Thinking Kingdoms (1999)
- A Triumph of Souls (2000)

### Marexx
- Maude (non pubblicato)

### Serie Spellsinger
- Il cantante delle magie (Spellsinger) (1983)
- La battaglia di Jo-Troom (The Hour of the Gate) (1984)
- The Day of the Dissonance (1984)
- The Moment of the Magician (1984)
- The Paths of the Perambulator (1985)
- The Time of the Transference (1986)
- Son of Spellsinger (1993)
- Chorus Skating (1994)

### Trilogia di Taken
- Lost and Found (2004)
- The Light-Years Beneath My Feet (2005)
- The Candle of Distant Earth (2005)

### Trilogia Tipping Point
- The Human Blend (2010)
- Body, Inc. (2012)
- The Sum of Her Parts (2012)

### Montezuma Strip
- Montezuma Strip (1995)
- Il meridiano della paura (The Mocking Program) (2002)

### Altre opere
- The Man Who Used the Universe (1983)
- The I Inside (1984)
- Slipt (1984)
- Into the Out Of (1986)
- Glory Lane (1987)
- Maori' (Maori) (1988)
- To the Vanishing Point (1988)
- Quozl (1989)
- Cyber Way (1990)
- Cat-a-lyst (1991)
- Codgerspace (1992)
- Greenthieves (1994)
- Design for Great-Day (1995) (scritto con Eric Frank Russell)
- Life Form (1995)
- Jed the Dead (1997)
- Parallelities (1998)
- Primal Shadows (2001)
- Interlopers (2001)
- Kingdoms of Light (2001)
- Sagramanda (2006)

### Raccolte di racconti
- With Friends Like These ... (1977)
- ... Who Needs Enemies? (1984)
- The Metrognome and Other Stories (1990)
- Mad Amos (1996)
- Impossible Places (2002)
- Exceptions to Reality (2008)

### Antologie modificati
- Smart Dragons, Foolish Elves (1991) con Martin H. Greenberg
- Betcha Can't Read Just One (1993)
- Short Stories from Small Islands: Tales Shared in Palau (2005)

### Novelizations

#### UniversoStar Trek

##### Star Trek: La serie animata
- Star Trek Log One (1974)
- Star Trek Log Two (1974)
- Star Trek Log Three (1975)
- Star Trek Log Four (1975)
- Star Trek Log Five (1975)
- Star Trek Log Six (1976)
- Star Trek Log Seven (1976)
- Star Trek Log Eight (1976)
- Star Trek Log Nine (1977)
- Star Trek Log Ten (1978)

##### FilmStar Trek
- Star Trek (2009), novelization del film omonimo
- Star Trek Into Darkness (2013), novelization del film omonimo

#### UniversoStar Wars
- Guerre stellari (Star Wars) (1976), novelization di Guerre stellari
- La gemma di Kaiburr (Splinter of the Mind's Eye) (1978)
- The Approaching Storm (2002) ISBN 0-345-44300-4
- Star Wars: Il risveglio della Forza (Star Wars: The Force Awakens) (2015),[2] novelization del film omonimo

#### Alien Nation
- Alien Nation (Alien Nation) (1988), riduzione del film omonimo

#### UniversoAlien
1. Alien (Alien) (1979), novelization del film omonimo
2. Aliens - Scontro finale (Aliens) (1986), novelization del film omonimo
3. Alien³ (Alien³) (1992), novelization del film omonimo
4. Alien: Covenant (2017), novelization del film film omonimo
5. Alien: Covenant - Origins (2017), prequel del film Alien: Covenant

#### UniversoTerminator
- Terminator Salvation (Terminator Salvation) (2009), novelization del film omonimo

#### Transformers
- Transformers (2007), novelization del film omonimo
- Transformers: Ghosts of Yesterday (2007)
- Transformers: Revenge of the Fallen (2009), novelization del film Transformers - La vendetta del caduto
- Transformers: The Veiled Threat (2009)

#### Altre novelizations
- Dark Star (1974), novelization del film omonimo
- Luana (Italian film) (1974), novelization del film omonimo
- The Black Hole - Il buco nero (The Black Hole) (1979), novelization del film omonimo
- Clash of the Titans (1981), novelization del film Scontro di titani
- Outland (1981), novelization del film Atmosfera zero
- La cosa (The Thing) (1981), novelization del film omonimo
- Krull (Krull) (1983), novelization del film omonimo
- The Last Starfighter (1984), novelization del film Giochi stellari
- The Last Starfighter Storybook (1984) con Lynn Haney e Jonathan Betuel
- Il tesoro di Shadowkeep (Shadowkeep) (1984), novelization del videogioco omonimo
- Starman (1984), novelization del film omonimo
- Pale Rider (1985), novelization del film Il cavaliere pallido
- The Dig (1995), novelization del videogioco omonimo
- The Chronicles of Riddick (2004), novelization del film omonimo